# Nelson (Santa Fe)
Nelson es una localidad argentina del departamento La Capital en la provincia de Santa Fe, a 42 km al norte de su cabecera y capital provincial, Santa Fe de la Vera Cruz.

## Fundadores

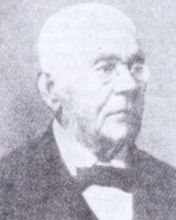
José María Aragón
Nació en Santa Fe, el 14 de agosto de 1825 y fueron sus padres José Manuel Aragón y María Josefa Escobar. Bautizado en la Iglesia Matriz por el Pbro. Nicasio Romero, tuvo como padrinos a Miguel Escobar y Josefa Seguí.
Contrajo matrimonio con Antonia de la Casa, naciendo de esa unión sus hijos, José María, Alcibíades, Martina, Isoleira y otros.
Ignacio Victoriano Cullen

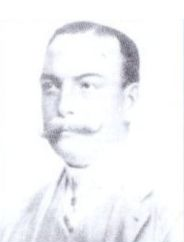
Ignacio Cullen

Hijo de Tomás Cullen y de Josefa Comas, nació en la ciudad capital el 8 de julio de 1868. Fue bautizado en la Iglesia Catedral Metropolitana por el Pbro. Luis Doldán, actuando como padrinos Domingo Cullen y Tránsito Comas.
De su casamiento con Petrona Gómez nacieron sus hijos María Esther, Ignacio, Lidia, Mario, Dora, Alcira, Georgina, Nélida y Sara.
Falleció en 1901, como consecuencia de un accidente ocurrido a la altura de la Estación Candioti.
Coronel Leopoldo Nelson

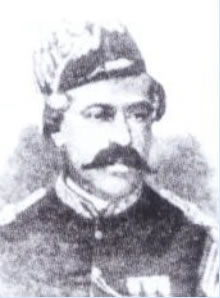
Leopoldo Nelson

El 22 de junio de 1836 nacía en Buenos Aires, ciudad de donde su madre, Adriana Guerreros era oriunda. Su padre, Leopoldo Nelson y Hartwing, en cambio, era danés. De joven abrazó la carrera militar, permaneciendo en Europa hasta 1849. Sirvió en el Arma Artillería, especialidad en la que alcanzó gran reputación por su capacidad y valor.
Luego de haber participado en varios combates, entre los que se cuentan las batallas de Cepeda y Pavón, arribó a la ciudad de Santa Fe en 1862, lugar donde años más tarde fue nombrado Jefe de la Frontera Norte de esta provincia, estableciendo su cuartel general en el fortín Cayastacito, aunque alternó su comando de frontera con San Pedro y San Javier.
Durante su permanencia en territorio santafesino desarrolló una intensa actividad contra los malones indios que asolaban la región, contribuyendo a su pacificación.
Sin embargo, su permanencia en Santa Fe se vería interrumpida al ser convocado para aliarse, a las órdenes del Gral. Paunero, en la guerra contra el Paraguay.
Al frente de una Brigada de Artillería, participó en la Batalla de Yatay, recibiendo por su desempeño una medalla de oro otorgada por el gobierno oriental.
Igualmente estuvo presente en la rendición de Uruguayaza, por lo que le fue conferida una medalla de plata, acordada por el emperador del Brasil.
Paso de la Patria, Esro Bellaco y Tuyutí también supieron de su hombría, recibiendo los cordones de oro por su actuación en el último de los citados hechos de armas.
A esta altura de la campaña, y por encontrarse seriamente afectado de asma solicitó su separación del ejército de operaciones, pero desistió de ello ante un pedido del general en jefe. La decisión se concretó finalmente después del asalto de Curupaytí, extendiéndole la baja del ejército el General Mitre, el 15 de octubre de 1866. Desde Buenos Aires se trasladó a Santa Fe, donde el año siguiente fue nombrado Coronel de la provincia.
Su trayectoria militar registra también su participación en la sofocación de la primera rebelión de López Jordán en Entre Ríos, como el aplastamiento de la revolución de 1874, encabezada por Mitre y Arredondo, y en la revolución de Buenos Aires en 1880, al término de la cual fue ascendido a Coronel Mayor.
Dos años más tarde, el 2 de mayo, fue designado Jefe de la Isla Martín García. El 5 de noviembre de 1882 obtiene los despachos de General de División, situación de revista en la que fallece el 12 de mayo de 1890, víctima de la enfermedad que lo aquejaba desde hacía mucho tiempo.
A lo largo de su vida contrajo matrimonio con Escolástica Hyndman y a la muerte de ésta, con Elisa Aldunate

## Historia
Los pueblos Manuel Gálvez y Delicias comenzaron a transitar la última década del siglo XIX, acompañados por el factor de progreso que fue la llegada del ferrocarril y con un crecimiento poblacional que obligó a la organización institucional de ambos pueblos. La compañía francesa del ferrocarril construyó una estación de cuarta clase en el km 43. La nueva estación, que en un primer momento llevó el nombre de Manuel Gálvez, se llamó con posterioridad a 1907, Nelson, en recuerdo del Coronel Leopoldo Nelson, de destacada actuación en la historia provincial de la segunda mitad del siglo XIX.
A partir de octubre de 1918 se alternaron ambos nombres, el de Manuel Gálvez y el de Delicias, por el de Nelson. No obstante ello, a los fines legales la localidad siguió llamándose Manuel Gálvez, provocándose de esta manera, inconvenientes de diversa índole. Para terminar con esta ambigüedad en el empleo de la denominación con que debía identificarse al pueblo, sus autoridades realizaron en el año 1968, bajo la gestión de Celestino Tión, una consulta entre los habitantes del lugar, quienes debieron optar por uno u otro nombre. La mayoría de los convocados se decidió por el de Nelson. De esta manera se decretó cambiar el nombre utilizándose de aquí en más, el nombre de Nelson.

## Santos Patronos
- Ntra. Sra. de la Merced y San Juan Bautista; festividaddes: 24 de septiembre y 24 de junio

## Creación de la Comuna
- 7 de abril de 1903

## Parajes
- Iriondo
- Manucho
- Rincón de Ávila

## Entidades Deportivas
- Club Atlético Boca
- Football Club Libertad

## Parroquias de la Iglesia Católica en Nelson
| Arquidiócesis | Santa Fe de la Vera Cruz |
| ------------- | ------------------------ |
| Parroquia     | San Juan Bautista        |